# روچتا دی وارا
روچتا دی وارا (به ایتالیایی: Rocchetta di Vara) یک کومونه در ایتالیا است که در استان لا اسپتزیا واقع شده‌است.

## خصوصیات
روچتا دی وارا ۳۲٫۳ کیلومترمربع مساحت و ۸۴۸ نفر جمعیت دارد.